# 坭竹
坭竹（学名：Bambusa gibba）为禾本科簕竹属下的一个种。產地為香港太平山、新界、大嶼山等地。主要分佈於廣東、廣西、福建三個省份。

## 扩展阅读
- 維基物種上的相關：坭竹